# Сезон ПФК «Прикарпаття» (Івано-Франківськ) 2010—2011
Сезон «Прикарпаття» (Івано-Франківськ) 2010—2011 — 6-й сезон івано-франківського «Прикарпаття» у чемпіонатах України. За його підсумками клуб зайняв передостаннє місце в першій лізі і вилетів до другої.

## Склад
- Воротарі:  Новак Андрій Юрійович, Локатир Іван Петрович, Іконніков Володимир Юрійович,  Вульчин Остап Володимирович
- Захисники:  Гаврилишин Віталій Васильович, Зелді Сергій Володимирович, Канюк Андрій Володимирович, Федорів Володимир Миколайович, Мельничук Тарас Богданович, Бут Олександр Сергійович, Логінов Сергій Миколайович,  Боровков Максим Валерійович, Гнатюк Ярослав Ярославович, Ковалюк Володимир Васильович, Плехтяк Василь Васильович, Шкред Олег Васильович
- Півзахисники:  Бровченко Юрій Анатолійович, Деркач Андрій Володимирович, Ревуцький Микола Анатолійович, Барчук Віктор Богданович, Вірстюк Роман Володимирович, Калайда Владислав Ігорович, Маковійчук Василь Богданович, Іванишин Юрій Ярославович, Коржук Ігор Васильович, Мельничук Тарас Богданович, Свінціцкий Роман Михайлович, Стоцький Роман Іванович, Згура Олександр Олександрович
- Нападники:  Микуляк Олександр Васильович, Цкарозія Акакі Торнікевич, Онисько Павло Степанович, Батальський Олександр Анатолійович, Романчук Валентин Валентинович, Сокол Ярослав Володимирович

## Чемпіонат
| М  | Команда             | І  | В  | Н  | П  | РМ    | О  |
| -- | ------------------- | -- | -- | -- | -- | ----- | -- |
|    | ПФК «Олександрія»   | 34 | 21 | 6  | 7  | 55−25 | 69 |
|    | «Чорноморець»       | 34 | 18 | 11 | 5  | 53−26 | 65 |
|    | «Сталь»             | 34 | 18 | 8  | 8  | 55−31 | 62 |
| 4  | «Кримтеплиця»       | 34 | 18 | 7  | 9  | 43−30 | 61 |
| 5  | ФК «Львів»          | 34 | 17 | 8  | 9  | 52−28 | 59 |
| 6  | «Закарпаття»        | 34 | 16 | 8  | 10 | 51−40 | 56 |
| 7  | «Буковина»          | 34 | 17 | 5  | 12 | 48−45 | 56 |
| 8  | «Динамо-2»          | 34 | 15 | 7  | 12 | 39−35 | 52 |
| 9  | «Арсенал»           | 34 | 15 | 6  | 13 | 42−43 | 51 |
| 10 | «Нива»              | 34 | 14 | 8  | 12 | 44−42 | 50 |
| 11 | «Титан»             | 34 | 13 | 5  | 16 | 32−42 | 44 |
| 12 | «Зірка»             | 34 | 12 | 7  | 15 | 43−44 | 43 |
| 13 | «Дністер»           | 34 | 10 | 12 | 12 | 39−42 | 42 |
| 14 | «Нафтовик-Укрнафта» | 34 | 10 | 11 | 13 | 40−44 | 41 |
| 15 | «Геліос»            | 34 | 10 | 10 | 14 | 31−44 | 40 |
| 16 | «Енергетик»         | 34 | 10 | 6  | 18 | 29−49 | 36 |
| 17 | ФСК «Прикарпаття»   | 34 | 5  | 1  | 28 | 27−82 | 16 |
| 18 | «Фенікс-Іллічовець» | 34 | 3  | 2  | 29 | 17−48 | 8  |

«Фенікс-Іллічовець» знявся зі змагань після 20-го туру.
Позначення:

## Кубок
| Команда 1      | Команда 2         | Рахунок |
| -------------- | ----------------- | ------- |
| 5 серпня       |                   |         |
| МФК «Миколаїв» | ФСК «Прикарпаття» | 1:0     |